# Agnoshydrus confusus
Agnoshydrus confusus är en skalbaggsart som beskrevs av Wewalka och Olof Biström 1997. Agnoshydrus confusus ingår i släktet Agnoshydrus och familjen dykare. Inga underarter finns listade i Catalogue of Life.